# Pere Català i Roca
Pere Català i Roca   (Valls, 1923 - Barcelona, 10 de febrer de 2009) fou un fotògraf i historiador català, fill de Pere Català i Pic i germà de Francesc Català Roca. Va ser un estudiós del món casteller i també fou autor d'obres sobre la catalanitat de Colom.

## Biografia
Obtingué el Premi Ciutat de Barcelona de fotografia el 1954. Estudià els castells catalans, sobre els quals va dirigir la monumental obra de referència Els castells catalans (1966) i reuní una important documentació fotogràfica. Els castellers van estar un altre tema de la seva fotografia. Col·laborà sovint amb l'Institut d'Estudis Vallencs i promogué les relacions culturals amb l'Alguer i impulsà el 1960 el retrobament entre la ciutat sardo-catalana i la resta de les terres de parla catalana.
L'any 1975 va ser l'impulsor de la creació del Museu Casteller de Catalunya, museu que anys més tard es faria a Valls L'any 2000 el Consell Comunal de l'Alguer a la unanimitat decideix donar-li la ciutadania honorifica de la ciutat. Fou membre de la Societat Catalana de Geografia, de l'Agrupació Fotogràfica de Catalunya i del Centre d'Estudis Colombins, amb el suport del qual investigà sobre la catalanitat de Cristòfor Colom. El 1985 va rebre la Creu de Sant Jordi i el 2000 el Premi d'Actuació Cívica de la Fundació Jaume I.
Morí a Barcelona el 10 de febrer de 2009, a l'edat de vuitanta-sis anys, a causa d'una insuficiència renal. Poc després va rebre a títol pòstum la Medalla d'Honor de Barcelona.

## Obres
- Invitació a l'Alguer actual (1957)
- Els castells catalans (1966)
- Quatre germans Colom, el 1462 (1976)
- Llegendes cavalleresques de Catalunya (1986)
- La plaga de la llagosta a Catalunya (1686-88) (1987)
- De cara a la Mediterrània: les torres del litoral català (1987)
- ¿Els Primers missioners d'Amèrica foren catalans? (1988)
- El dia que Barcelona va morir (1988)
- El Virrei Comte de Santa Coloma (1988)
- Comentaris a castells catalans (1990)
- Un corsari anomenat Colom (1991)
- Històries d'en Jaume, rei conqueridor: (contalles d'un sobirà que amplià el món català) (1999)
- Càtars i catarisme a Catalunya (2001)
- Ferran el Catòlic, vidu i "catalanote" (2003)

## Distincions
- Premi Ciutat de Barcelona (1954)[2]
- Creu de Sant Jordi (1985)[2]
- Premi d'Actuació Cívica de la Fundació Jaume I (2000).[2]
- Medalla d'Honor de Barcelona (2009)[6]

## Pere Català Roca i el Museu Casteller de Catalunya
Pere Català Roca fou un dels principals ideòlegs i impulsors del Museu Casteller de Catalunya i que s'acabà inaugurant a Valls l'any 2023. La idea sorgeix en el marc del Congres de Cultura Catalana de 1977 i sobretot en el Congrés de Cultura popular i tradicional del 1982, i no es va començar a materialitzar fins al 2015, quan s'iniciaren les obres d'aquest museu al Barri Antic de Valls. L'edifici, obra de l'arquitecte català Dani Freixes Melero i la seva empresa Varis Arquitectes acull la museografia dissenyada per l'empresa del museògraf i escenògraf Ignasi Cristià, guanyador del concurs públic, amb material audiovisual de l'empresa Lavinia Spurna Visual.

## Llegat
El juny del 2017 el Departament de Cultura de la Generalitat de Catalunyà ingressa a l'Arxiu Nacional de Catalunya el fons Pere Català, que fou estat cedit en règim de comodat pels seus hereus i propietaris. El fons està constituït per unes 15.000 imatges, entre positius i negatius; 15.000 documents textuals i uns 15.000 exemplars de la biblioteca adjunta, incloent-hi també la secció denominada “Alguer”. La cessió en comodat del fons té una durada de 10 anys, transcorreguts els quals es transformarà en donació. Els hereus Català van expressar la voluntat de no obtenir beneficis econòmics del fruit del treball i pensament del seu pare i avi en la venda del fons, que volien posar a disposició de tota la societat. A canvi, però, es reserven els drets d'explotació i asseguren que la totalitat del fons estarà descrita i digitalitzada en el termini de 10 anys, compromís per tal de fer la donació. En aquest sentit, l'Arxiu Nacional de Catalunya iniciarà aviat les tasques prèvies a la descripció del fons amb l'objectiu que durant els pròxims anys el fons estigui a disposició dels investigadors i del públic en general. El 2022 el Museu d'Història de Catalunya va dedicar una retrospectiva a la nissaga dels Català.